# Paris (альбом Zaz)
Paris (с фр. — «Париж») — третий студийный альбом французской певицы Zaz, выпущенный 10 ноября 2014 года во Франции на лейбле Warner Music
Альбом представляет собой сборник кавер-версий песен различных французских шансонье, при этом каждая из них посвящена в той или иной степени Парижу.

## История создания
Идея записать этот альбом родилась во время турне Zaz на встрече с музыкальным директором певицы и звукозаписывающей компании. По словам Изабель Жеффруа, её, как во Франции, так и за рубежом, часто просили выпустить альбом старых французских песен.
Когда я давала первые концерты в России, люди просили меня спеть «Елисейские поля». Я думала, что это какое-то сумасшествие, они, на другом конце мира, знают эту песню.

Оригинальный текст (фр.)Quand j’ai fait mes premiers concerts en Russie, les gens me demandaient de chanter «Champs-Elysées». Je trouvais ça fou qu’à l’autre bout du monde ils connaissent cette chanson.
В основном речь шла о песнях Эдит Пиаф. Однако певица решила отобрать песни разных исполнителей о Париже («Всякий раз, как только я уезжаю за границу, я твержу Париж, Париж, Париж! Мы начали здесь проект Zaz, так что это тоже и способ сказать спасибо»). Она связалась с известным продюсером Куинси Джонсом (на его счету, например, работа над альбомом Майкла Джексона Thriller, первым альбомом в мире по числу продаж). Выбор продюсера по словам певицы был интуитивным, и с ним ZAZ «быстро, просто и легко» записала альбом. Выбор песен был несложен, хотя по словами Изабель Жеффруа, есть много песен о Париже, но она отбирала те, которые ей говорили о Париже больше других.. Наряду с кавер-версиями известных песен, на альбом вошли две ранее не издававшиеся песни ZAZ.
В записи альбома принимал участие Куинси Джонс, им были обработаны песни Champs Elysées, I Love Paris — J’aime Paris и J’aime Paris Au Mois De Mai ; песни дуэтом с певицей исполнили молодая певица Никки Янофски, джаз-мануш артист Тома Дютрон и мэтр французского шансона Шарль Азнавур. Также в записи участвовал известный джазовый басист Джон Клейтон. Певице в записи аккомпанировал биг-бэнд — по её словам она давно хотела записаться с большим джазовым оркестром.
Альбом выпущен на CD; кроме того, выпущен коллекционный CD, дополненный DVD-видео.
Вся прибыль от сопутствующей альбому продукции (постеры, футболки, сумки) по словам певицы будет направлена в благотворительную организацию Mouvement Colibris.

## Список композиций
Указаны авторы и исполнитель, в чьём исполнении песня наиболее известна.
| №   | Название                                                                                                   | Автор(ы)                                                   | Исполнитель           | Длительность |
| --- | --- | ---------------------------------------------------------- | --------------------- | ------------ |
| 1.  | «Paris sera toujours Paris» (Париж всегда будет Парижем)                                                   | Альбер Виллемец, Казимир Оберфельд.                        | Морис Шевалье, 1939   | 2:58         |
| 2.  | «Sous le ciel de Paris» (Под небом Парижа)                                                                 | Юбер Жиро, Ким Гано, Жан Дрежак.                           | Эдит Пиаф, 1954       | 3:54         |
| 3.  | «La parisienne» (Парижанка)                                                                                | Франсуаза Малле-Жори, Мишель Гризоля, Мари-Поль Белль.     | Мари-Поль Белль, 1976 | 3:00         |
| 4.  | «Dans mon Paris (Swing Manouche version)» (В моём Париже)                                                  | Изабель Жеффруа.                                           | Изабель Жеффруа, 2014 | 3:18         |
| 5.  | «Champs Elysees» (Елисейские Поля)                                                                         | Майкл Дейен, Майкл Виллшоу. Французский текст Пьер Деланё. | Джо Дассен, 1969      | 2:55         |
| 6.  | «A Paris» (В Париже)                                                                                       | Франкис Лемарк.                                            | Ив Монтан, 1948       | 3:17         |
| 7.  | «I love Paris - J'aime Paris (featuring Nikki Yanofsky)» (Я люблю Париж — дуэт с Никки Янофски)            | Коул Портер                                                | Коул Портер, 1953     | 3:01         |
| 8.  | «La romance de Paris (featuring Thomas Dutronc)» (Романтика Парижа — дуэт с Тома Дютроном)                 | Шарль Трене.                                               | Шарль Трене, 1941     | 4:02         |
| 9.  | «Paris canaille» (Каналья из Парижа)                                                                       | Лео Ферре.                                                 | Катрин Саваж, 1953    | 3:31         |
| 10. | «La complainte de la butte» (Плач Монмартра)                                                               | Жорж ван Парис, Жан Ренуар.                                | Кора Вуке, 1954       | 3:19         |
| 11. | «J'aime Paris au mois de Mai (featuring Charles Aznavour)» (Я люблю Париж в мае — дуэт с Шарлем Азнавуром) | Шарль Азнавур.                                             | Шарль Азнавур, 1963   | 4:05         |
| 12. | «Paris, l'aprés-Midi» (Париж, после полудня)                                                               | Изабель Жеффруа.                                           | Изабель Жеффруа, 2014 | 2:24         |
| 13. | «J'ai deux amours» (У меня две любви)                                                                      | Жиу Коге, Венсен Скоту.                                    | Жозефина Бейкер, 1931 | 3:26         |